# Žebrák

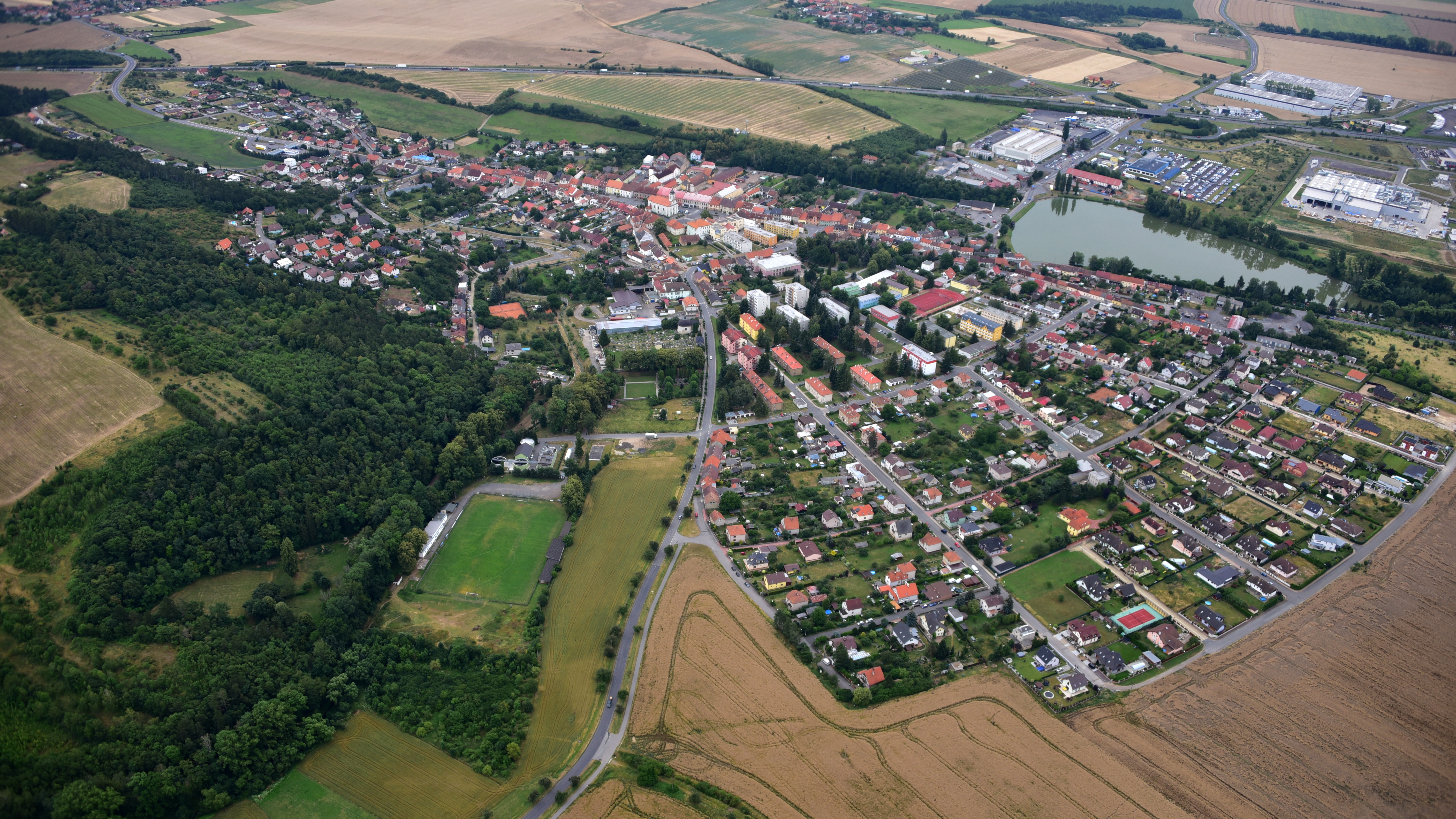
Žebrák, Luftaufnahme (2018)

Žebrák (deutsch Bettlern) ist eine Stadt mit 1909 Einwohnern (1. Januar 2004) in Tschechien. Sie liegt in 342 m ü. M. 16 km südwestlich der Stadt Beroun an der nach Rokycany weiterführenden Autobahn D 5 und gehört dem Okres Beroun an.

## Geschichte
Die erste urkundliche Erwähnung des am südlichen Fuße des Pürglitzer Waldes gelegenen Ortes stammt von 1280. Am 4. Januar 1396 verlieh König Wenzel der Faule Bettlern die Stadtrechte.
Im 19. Jahrhundert kennzeichnete Bettlern ein reges Vereinsleben. Darunter waren der 1812 gegründete Bund der Theaterfreunde (Spolek divadelních ochotníků), 1848 entstand der Verein Slovanská lípa ("Slawische Linde"). 1864 folgte der Gesangsverein Hlahol ("Klang") und 1869 der Verein Sokol ("Falke").
Durch die günstige Lage unmittelbar an der Autobahn Prag – Pilsen – Rozvadov, gut erreichbar über die Autobahnabfahrt 34, entwickelte sich die Stadt in den letzten Jahren gut und die Einwohnerzahl wächst.

## Sehenswürdigkeiten
- Burg Žebrák und Burg Točník bei Točník
- Einschiffige Barockkirche des Hl. Laurentius von 1780
- Sternwarte

## Gemeindegliederung
Die Stadt Žebrák besteht aus den Ortsteilen Sedlec (Sedletz) und Žebrák (Bettlern). Das Stadtgebiet gliedert sich in die Katastralbezirke Sedlec u Žebráku und Žebrák.

## Persönlichkeiten
- Šebestián Hněvkovský, Persönlichkeit der nationalen Wiedergeburt
- Jaroslav Hněvkovský, Maler
- Adolf Hofmann, Montangeologe und Paläontologe
- Karel Kyncl, Publizist
- Oldřich Nejedlý, Fußballspieler
- Josef Volman, Unternehmer